# Steag
Die Steag GmbH (früher Steinkohlen-Elektrizität AG), ist ein deutsches Energieunternehmen mit Sitz in Essen. Sie agiert als Holdinggesellschaft für die zwei operativen Tochtergesellschaften Steag Power GmbH und Iqony GmbH. Seit Januar 2024 befindet sich das Unternehmen vollständig im Besitz des spanischen Infrastrukturinvestors Asterion Industrial Partners.
Geschichte
Die Steag wurde am 20. September 1937 in Lünen vom Rheinisch-Westfälischen Kohlen-Syndikat gegründet, um die energieintensive Industrie im Ruhrgebiet im Rahmen der damaligen Autarkiepolitik zu versorgen. Nach dem Zweiten Weltkrieg verlagerte sich der Fokus auf die öffentliche Energieversorgung.
1968 wurde die Steag mehrheitlich in die Ruhrkohle AG integriert. In den folgenden Jahrzehnten baute das Unternehmen seinen Kraftwerkspark sowie sein Fernwärmenetz aus. 2002 erfolgte die vollständige Übernahme durch den RAG-Konzern, 2007 die Umwandlung in eine GmbH unter dem Dach der neu gegründeten Evonik Industries AG.
Im Jahr 2011 übernahm ein Konsortium kommunaler Stadtwerke (KSBG) 51 Prozent der Anteile, 2014 folgten die restlichen 49 Prozent. 2022 begann eine Neustrukturierung: Die konventionelle Stromerzeugung wurde in die neu gegründete Steag Power GmbH ausgegliedert, während das Zukunftsgeschäft mit klimafreundlicher Infrastruktur, Speicherlösungen und Fernwärme von der Iqony GmbH übernommen wurde. Iqony fokussiert sich dabei auf erneuerbare Energien, Brückentechnologien und moderne Speicherlösungen.
2023 erfolgte der Verkauf der Steag GmbH an Asterion Industrial Partners, der Abschluss der Übernahme fand Ende Dezember 2023 statt.
Konzernstruktur
Unter dem Dach der Steag Iqony Group agieren zwei Hauptgesellschaften:
- Steag Power GmbH als Betreiber konventioneller Kohlekraftwerke
- Iqony GmbH ist auf erneuerbare Energien, Speichertechnologie, Fernwärme und Energiedienstleistungen spezialisiert.

Die Gruppe beschäftigt weltweit rund 5.500 Mitarbeitende und ist schwerpunktmäßig in Deutschland tätig.

## Kraftwerksstandorte und Systemrelevanz

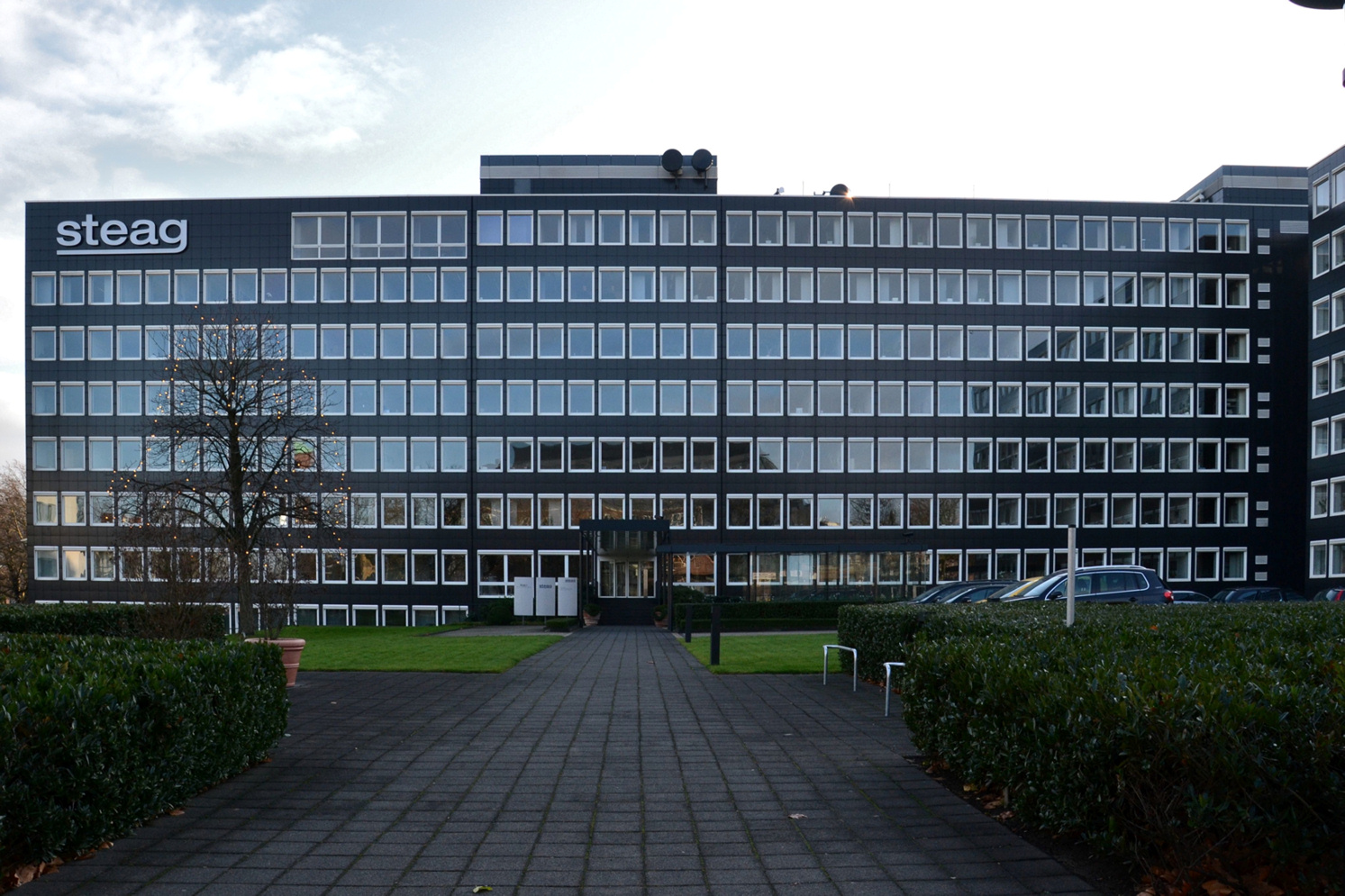
Steag-Zentrale 2011

Die Steag Power GmbH, betreibt aktuell sechs Steinkohlekraftwerke mit sieben Kraftwerksblöcken in Deutschland und ein Kohlekraftwerk in der Türkei. Historisch konzentrierte sich das Unternehmen auf die Verstromung von Steinkohle zur Grund- und Regelenergieversorgung, vor allem im Ruhrgebiet und im Saarland. Zu den deutschen Kraftwerksstandorten der Steag Iqony Group zählen die Standorte Duisburg-Walsum, Herne, Bergkamen, Lünen (Betriebsführung) (NRW) sowie Weiher in Quierschied, Völklingen-Fenne, und Bexbach (Saarland).

### Kraftwerksstandorte
Übersicht Kraftwerksstandorte der STEAG Iqony Group:
| Kraftwerk  | Standort              | Energieträger | Inbetriebnahme | Netto-Kapazität (MW) | Status       | Steag-Eigentum |
| ---------- | --------------------- | ------------- | -------------- | -------------------- | ------------ | -------------- |
| Bergkamen  | NRW, Deutschland      | Steinkohle    | 1981           | 720                  | Netzreserve  | 100 Prozent    |
| Bexbach    | Saarland, Deutschland | Steinkohle    | 1983           | 726                  | Netzreserve  | 100 Prozent    |
| Herne 4    | NRW, Deutschland      | Steinkohle    | 1989           | 435                  | Netzreserve  | 100 Prozent    |
| Herne 6    | NRW, Deutschland      | Erdgas        | 2022           | 650                  | Marktbetrieb | 50 Prozent     |
| Fenne HKV  | Saarland, Deutschland | Steinkohle    | 1989           | 211                  | Netzreserve  | 100 Prozent    |
| Fenne MKV  | Saarland, Deutschland | Steinkohle    | 1982           | 179                  | Netzreserve  | 100 Prozent    |
| Walsum 10  | NRW, Deutschland      | Steinkohle    | 2013           | 725                  | Marktbetrieb | 100 Prozent    |
| Weiher 3   | Saarland, Deutschland | Steinkohle    | 1976           | 656                  | Netzreserve  | 100 Prozent    |
| Iskenderun | İskenderun, Türkei    | Steinkohle    | 2003           | 1250                 | Marktbetrieb | 51 Prozent     |

Gegenwärtig sind lediglich die Kraftwerksblöcke Walsum 10 in Duisburg und Herne 6 im Marktbetrieb. Alle anderen Kraftwerksblöcke befinden sich in der sogenannten Netzreserve. Das bedeutet, dass diese Kraftwerke zwar vom Betreiber Steag zur Stilllegung angemeldet worden sind, dieser sie aber nicht stilllegen darf, da die Kraftwerke weiterhin für die Netzstabilität benötigt werden und daher betriebsbereit gehalten werden müssen. Die Entscheidung darüber trifft die Bundesnetzagentur (BNetzA) auf Antrag des regional zuständigen Übertragungsnetzbetreibers (ÜNB).
Die Betreiber solcher Kraftwerke erhalten für die Bereithaltung und den Betrieb keine Vergütung, sondern lediglich eine Kostenerstattung
Der Koalitionsvertrag im Bund von 2025 sieht vor, dass solche Kraftwerke nicht nur zur Vermeidung von Versorgungsengpässen zum Einsatz kommen sollen, sondern auch zur Stabilisierung des Strompreises und zur Reduzierung der Stromkosten. Die Steag Iqony Group unterstützt diesen Vorschlag einer zeitlich begrenzten Marktrückkehr solcher Kraftwerke, da damit ein Beitrag zur Versorgungssicherheit und zur Preisdämpfung des Strompreises geleistet werden könnte.

### Standortentwicklung und Zukunftsprojekte
Die Steag Iqony Group trägt mit ihren Kraftwerksstandorten in NRW und im Saarland zur Versorgungssicherheit bei. Diese Standorte bieten zudem die passende Infrastruktur, um neue, Projekte voranzutreiben und damit auch in Zukunft die Versorgungssicherheit zu gewährleisten. Dazu gehören unter anderem das im Bau befindliche Batteriespeicherprojekt Steady Green Energy in Duisburg-Walsum und das geplante Gaskraftwerk am Kraftwerksstandort Bergkamen und die Wasserstoffprojekte HydrOxy Hub in Duisburg und HydroHub in Völklingen-Fenne.

### Speichertechnologien
Steag war eines der ersten Energieunternehmen in Deutschland, das systematisch auf Batteriespeicherlösungen setzte.
Die Steag Iqony Group zählt zu den Pionieren im Bereich der Batteriespeicherlösungen in Deutschland. Bereits 2014 wurde im Rahmen des Forschungsprojekts LESSY am Standort Völklingen-Fenne ein Lithium-Ionen-Großbatterie-System zur Bereitstellung von Primärregelleistung in Betrieb genommen, das bis 2016 in Betrieb war. Seit 2017 sind sechs Großbatterie-Systeme mit einer Gesamtleistung von 90 MW im Einsatz. Die Großbatterie-Systeme dienen der Bereitstellung von Primärregelleistung, die für den kurzfristigen Ausgleich von Frequenzschwankungen im Stromnetz benötigt wird.
Ein Zukunftsprojekt ist der Vier-Stunden-Batteriespeicher Steady Green Energy in Duisburg-Walsum mit einer geplanten Leistung von rund 50 MW und einer Speicherkapazität von rund 200 MWh. Der Speicher soll ab 2026 in Betrieb gehen und zählt zu den größten netzgekoppelten Batteriespeichern Deutschlands.
Die Deutsche Bahn hat sich frühzeitig über ein sogenanntes Power Storage Agreement die Nutzung von 35 MW der Speicherkapazität gesichert. Die Anlage soll zur Stabilisierung des Bahnstromnetzes beitragen und ist ein Beispiel für die Integration von Speichertechnologien in sektorenübergreifende Infrastrukturprojekte. Die Steag Iqony Group prüft eine Erweiterung des Projekts an weiteren Standorten.

### Neue Gaskraftwerke
Die Steag Iqony Group plant an ihrem Kraftwerksstandort in Bergkamen ein Gas- und Dampfturbinenkraftwerk. Das Kraftwerk soll eine Leistung von rund 880 MWel bereitstellen und zunächst mit Erdgas betrieben werden. Allein die Nutzung des Brennstoffs Erdgas statt Kohle führt zu einer CO₂-Ersparnis von rund 50 Prozent. Solche Kraftwerke spielen eine wichtige Rolle für die Energiewende: Sie sichern die Stromversorgung in Zeiten, in denen Wind- und Solarenergie nicht ausreichen, und sind damit eine notwendige Ergänzung zu anderen Technologien und Maßnahmen wie Energiespeichern, Netzausbau und Lastmanagement.
Die konkrete Umsetzung des Projekts hängt jedoch maßgeblich von der Kraftwerksstrategie der Bundesregierung ab. Diese soll verbindliche Rahmenbedingungen für neue wasserstofffähige Gaskraftwerke schaffen, insbesondere im Hinblick auf Vergütung und Ausschreibungen. Ungeachtet dessen hat die Steag Iqony Group bereits mit den Planungen für ein Gaskraftwerk in Bergkamen begonnen.

### Fernwärme
Seit mehreren Jahrzehnten betreibt die Iqony mit ihren Tochtergesellschaften Iqony Fernwärme und Iqony Energies regionale Fernwärmenetze deutschlandweit. Die Iqony Energies ist zudem spezialisiert auf die Zusammenarbeit mit Stadtwerken und Kommunen, um Wärmenetze aufzubauen, zu betreiben und zu dekarbonisieren.
Um einen Beitrag zum Erreichen der Klimaziele zu leisten, setzt die Iqony bei der Fernwärme folgende Schwerpunkte:
- Ausbau und Dekarbonisierung bestehender Fernwärmenetze
- Entwicklung neuer Projekte in Kooperation mit Kommunen und Stadtwerken
- Integration innovativer Technologien wie Wärmespeicher
- Nutzung erneuerbarer Energiequellen und industrieller Abwärme

Die Fernwärme ist bei der Iqony ein integraler Bestandteil der angestrebten Transformation hin zu einem führenden, nachhaltigen und klimaneutralen Energieversorger der Zukunft.

### Erneuerbare Energien
Erneuerbare Energien spielen seit vielen Jahren eine zentrale Rolle in der Steag Iqony Group und sind zu einem der wichtigsten Wachstumsbereiche weiterentwickelt worden.
Seit 2010 entwickelt, baut und betreibt die Gruppe Windenergieanlagen. Aktuell gehören Windparks in Deutschland, Frankreich und Polen zum Portfolio. 2019 kam das Solargeschäft hinzu. Im Gegensatz zum Windgeschäft, agierte die Solargesellschaft als EPC-Dienstleister (Engineering, Procurement, Construction). Insgesamt sind über drei GW installierte Leistung an Solar- und Windanlagen im Portfolio des Unternehmens.
Im Zuge einer strategischen Neuausrichtung wurden die beiden Bereiche Wind und Solar unter dem Dach eines gemeinsamen Renewables-Bereichs zusammengeführt, um die Kompetenzen zentral in einem Bereich zu bündeln. Die Neuausrichtung umfasste zudem die konsequente Ausrichtung des Unternehmensbereichs als unabhängiger Stromerzeuger (Independent Power Producer, IPP).
Die Steag Iqony Group verfolgt mit Iqony Renewables das Ziel, das Erzeugungsportfolio im Bereich Wind und Solar deutlich auszubauen und so eine entscheidende Rolle bei der Dekarbonisierung Europas zu leisten.

## Sonstiges
Die Steag war von 2004 bis 2007 Hauptsponsor des Fußballvereins Rot-Weiss Essen.